# St. Georg (Unterpindhart)

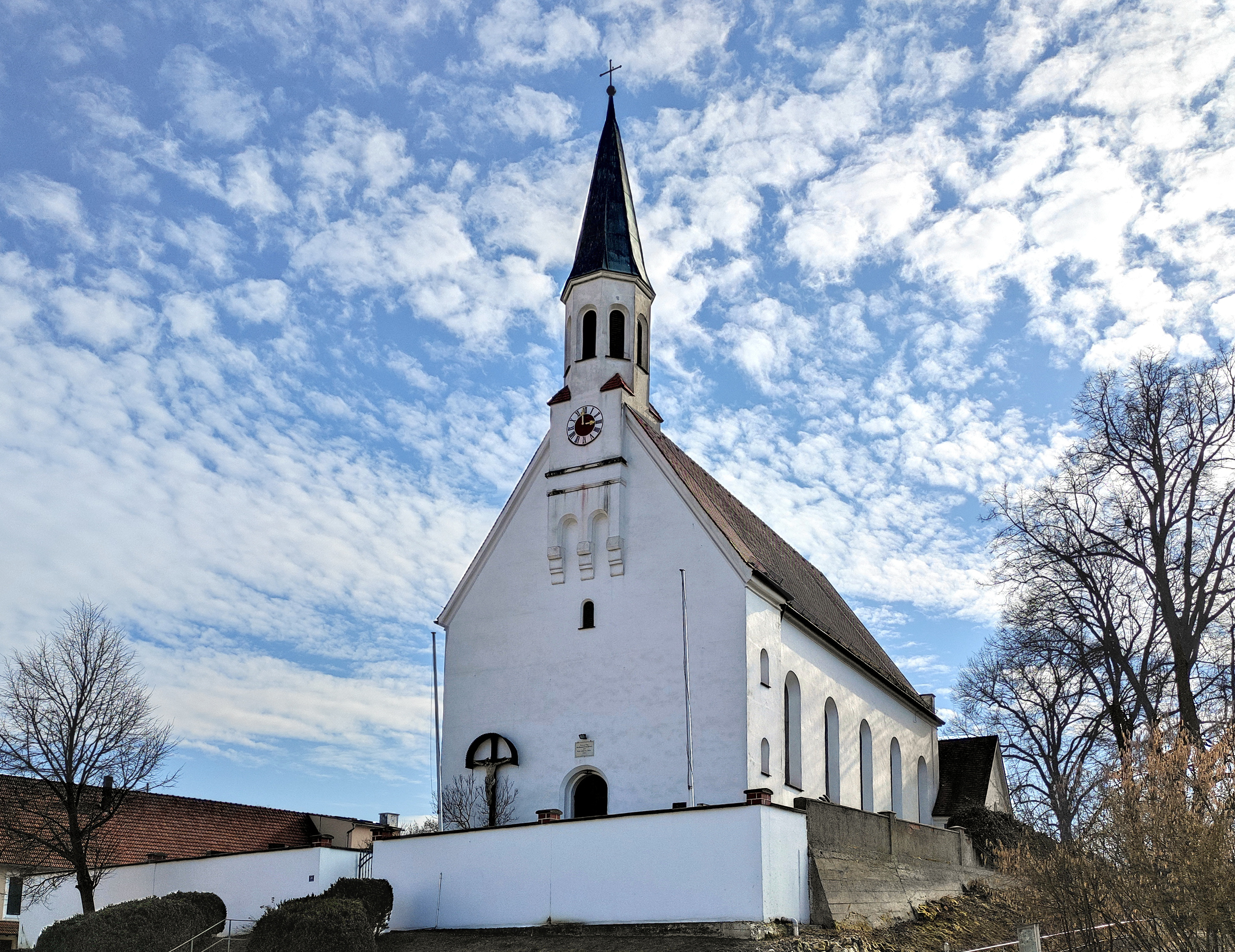
St. Georg in Unterpindhart

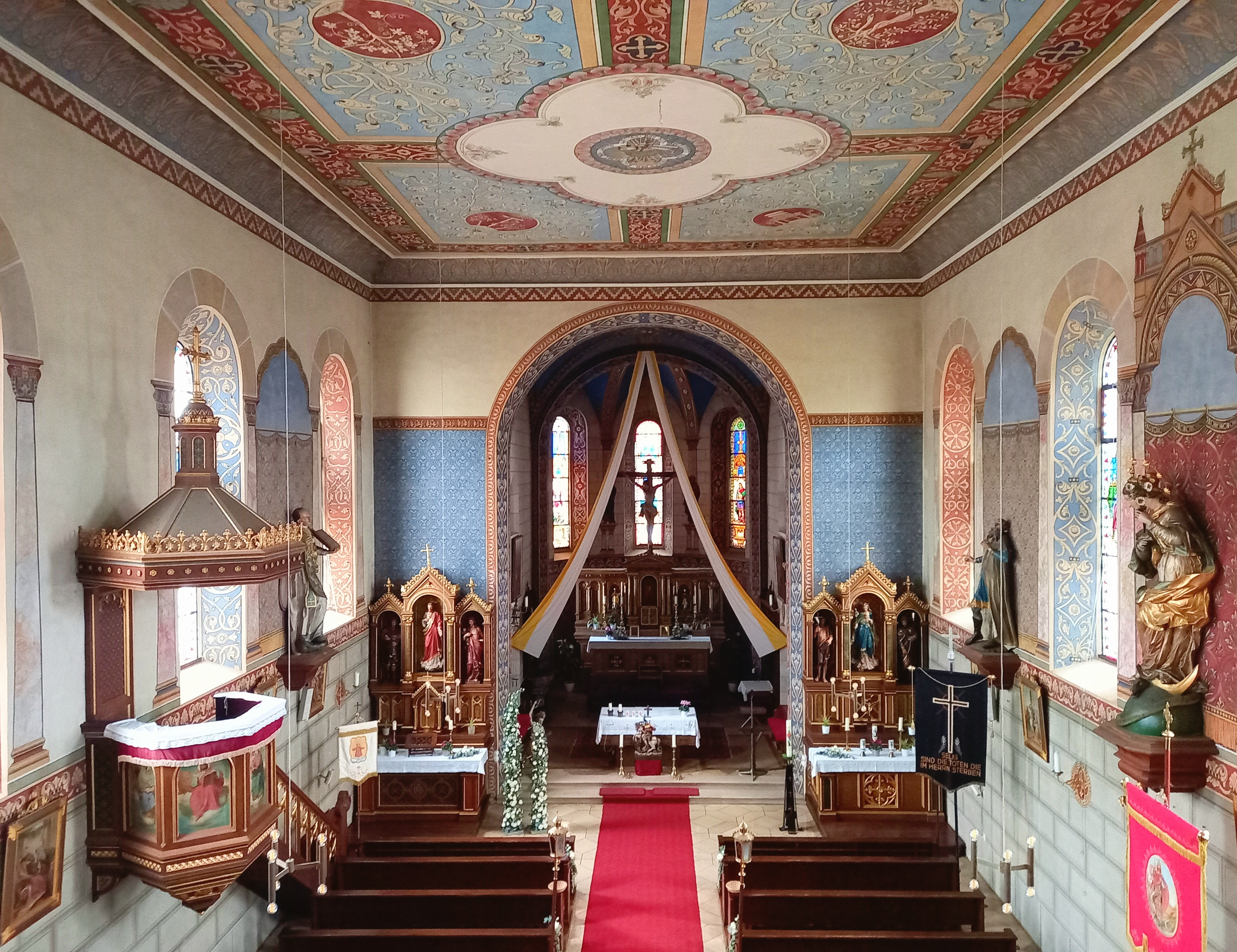
Innenansicht

Die römisch-katholische Pfarrkirche St. Georg steht in Unterpindhart, einem Gemeindeteil der Stadt Geisenfeld im oberbayerischen Landkreis Pfaffenhofen an der Ilm. Sie ist in der Liste der Baudenkmäler in Geisenfeld unter der Nummer D-1-86-122-66 eingetragen. Die Kirche gehört zum Dekanat Geisenfeld-Pförring im Bistum Regensburg.

## Beschreibung
Die neoromanische Saalkirche wurde 1842 neu erbaut. Sie besteht aus dem Langhaus und dem eingezogenen, quadratischen Chor im Südwesten, an den eine halbrunde Apsis angebaut ist. Über der Fassade im Nordosten erhebt sich ein quadratischer Giebelreiter mit achteckigem Obergeschoss und spitzem Helm. Das Langhaus ist mit einer Flachdecke überspannt, der Chor mit einem Kreuzrippengewölbe.
Die Orgel wurde 1930 von Michael Weise gebaut.